# Shōnan Maru 2

Représentation du Shōnan Maru n°2

Le Shōnan Maru 2 est un navire harpon (également utilisé comme navire de sécurité) de la flotte japonaise destiné à la chasse aux baleines. Il entoure le Nisshin Maru, navire usine de la flotte, pendant sa campagne de chasse à la baleine dans l'océan Austral. 
Sa longueur est de 70,55 m, pour une vitesse maximum de 18,8 nœuds,.

## Collision avec l'Ady Gil
Le 6 janvier 2010, l’Ady Gil est percuté par le baleinier japonais Shōnan Maru 2 dans l'océan Austral ; il sombre peu après. Les autorités japonaises de recherche scientifique et les activistes de l’organisation écologiste Sea Shepherd se rejettent alors mutuellement la responsabilité de la collision,.
Une enquête sur la collision lancée par l’Australian Maritime Safety Authority (en) (AMSA) se révèle peu concluante et incapable de nommer un responsable. L'AMSA n'est pas capable de vérifier les affirmations de Sea Shepherd, pendant que le gouvernement japonais décline la participation à l'enquête, prétextant que toute information en sa possession pourrait être utilisée dans une enquête par ses propres autorités.

## Crédit d’auteurs
- (en) Cet article est partiellement ou en totalité issu de l’article de Wikipédia en anglais intitulé « MV Shōnan Maru 2 » (voir la liste des auteurs).